# Gerhard Knappstein
Gerhard Knappstein (1948) é um engenheiro mecânico e autor alemão.
Tornou-se conhecido por seus diversos livros sobre mecânica aplicada. Dentre estes constam Statik, insbesondere Schnittprinzip, Kinematik und Kinetik e Aufgaben zur Festigkeitslehre – ausführlich gelöst, todos já em diversas edições pela Verlag Harri Deutsch.
Gerhard Knappstein obteve uma formação como técnico em mecânica e graduação em engenharia mecânica, passando depois três anos no ramo como engenheiro calculista. Knappstein é wissenschaftlicher Mitarbeiter no Institut für Mechanik und Regelungstechnik da Universidade de Siegen.